# كتاب مفهوم الإنسان عند ماركس
مفهوم الإنسان عند ماركس (بالإنجليزية: Marx's Concept of Man) في هذا الكتاب الهام «مفهوم الإنسان عن ماركس» يتصدى الكاتب إريك فروم لماركس ذاته، وذلك عبر أهم نتاجاته المنهجية، أو الفكرية، وكونه أباً وصديقاً وحبيباً، حيث يستخدم الكاتب منهجية الجدل المادي وعلم النفس وباعتباره عالم نفس بالدرجة الأولى، فهو يحاول أن يسبر لدى ماركس روح الفيلسوف وروح الإنسان. الكتاب صدر في طبعته الأولى عن دار الحصاد للطباعة والنشر في سورية/ دمشق سنة 1998، وصدرت له طبعة ثانية وذلك في العالم 2016. وقد قام بترجمة الكتاب محمد سيد رصاص.
إريك فروم مفكر كبير من خارج الصف الماركسي، يسعى في كتابه هذا إلى إزالة التشويه الذي ألحقته الرأسمالية بمارکس ويستخلص أجمل المفاهيم التي ابتدعها ماركس في مخطوطاته الفلسفية والاقتصادية «مفهوم الإنسان» ليقدمه إلى مجتمعه، المجتمع الأمريكي. لكن هل يقدم مفکر مارکسي آخر من هذا المستوى على إزالة التشويه الذي ألحق بماركس من قبل من يسمون أتباع مارکس؟

## فروم عن فلسفة ماركس
يقول إريك فروم: «تمثل فلسفة مارکس احتجاجا ضد اغتراب الإنسان، ضياعه عن نفسه وتحوله إلى شيء. وفلسفة مارکس احتجاج، احتجاج متشرب بالإيمان في الإنسان وقدرته على تحرير ذاته وتحقيق طاقاته. إلا أن هذا الإيمان أصبح اليوم نادرًا إلى حد بعيد في الفكر الغربي. ولهذا السبب ستبدو فلسفة مارکس متخلفة وذات طابع طوباوي للكثير من القراء المصابين بعدوی روح الإذعان المعاصرة ولهذا السبب بالذات إن لم يكن لأسباب أخرى أيضا فإنهم سيرفضون صوت الإيمان في قدرات الإنسان والأمل في قابليته لأن يصير ما هو كامن فيه. ورغم ذلك ستبقى فلسفة مارکس مصدرًا لرؤية وأمل جدیدین سیمکناننا من التعالي على الأطر الضيقة للتفكير الميكانيكي الوضعي الذي يسود میدان العلوم الاجتماعية في هذه الأيام. وهذا ضروري إن كان يراد خروج الغرب حيامن قرن «المحاكمة هذا».

## عرض بعض أفكار الكتاب
يركز المؤلف على أن فلسفة ماركس تمتد بجذورها إلى التقاليد الفلسفية الغربية والتي تشكل موضوع الاهتمام بالإنسان ككائن خالق لحياته، والطرق المؤدية إلى تحقيق طاقاته، واقعياً، جوهرها الأساس، فهي حركة احتجاجية متشربة بالإيمان في الإنسان، وبقدرته على تحرير ذاته، وتحقيق طاقاته، وإنها تبقى مصدر رؤية وأمل جديدين، تمكن وتساعد البشر من التعالي على الأطر الضيقة للتفكير الميكانيكي الوضعي الذي يسود العلوم الاجتماعية والحياة البشرية. ويؤكد أن الحضارة الغربية الرأسمالية قد تصبح محكومة بالانطفاء الروحي والمادي رغم احتمال استمرار التقدم التقني، ما لم تتجه نحو الفلسفة الماركسية الخلاصية..
ثم يشير إلى أن العالم الاشتراكي أو الرأسمالي قد شوها فلسفة وأفكار ماركس ولا بد من العودة لفهمها وترك الصورة المشوهة عن كتاباته وهذه الفكرة يؤكدها كثير من المفكرين الأوربيين عدا عن استطلاعات الرأي التي تضع ماركس في أول قائمة المفكرين المقرؤين والهامين عند البشر في الستينات والآن..

### الفصل الأول
في الفصل الأول: يتكلم إريك عن التزييف الواسع الذي طال مفاهيم ماركس من قبل المفكرين وعلماء الاجتماع والسياسيين والصحفيين الغربيين في أمريكا بطريقة مخزية، ولا سيما بخصوص مفهوم:
- المادية..
- الفرد..
- الدين..
- علاقة فلسفة ماركس بالاشتراكية أو ما سميّ علاقة النظرية بالممارسة..
يرد ماركس على كل ذلك بتحديد أولي وفق إريك أن هدف الماركسي والاشتراكية متمثل في الانعتاق الروحي للإنسان وتحريره من قيود الحتمية الاقتصادية والاجتماعية والثقافية والدينية والطبيعية لإعادة بنائه في كليته الإنسانية ولتمكينه من إيجاد الوحدة والتوافق مع أقرانه البشر ومع الطبيعة..
وبعد ذلك يطرح فرضياته حول سبب تشويه فلسفة ماركس وإساءة الفهم له:
أولا: الجهل، فالمواد التعليمية غير خاضعة لسلطات تراقب عملية التقيد بالحقائق، حيث يتكلم أي شخص أي شيء، ويشوه ماركس وفقاً لمصالحه ونمط تفكيره واغترابه الخاص به..
ثانياً: عدم نشر ترجمة إنكليزية (للمخطوطات الفلسفية والاقتصادية لماركس لعام 1844) والتي تتناول قضايا هامة في الفكر الغربي كالاغتراب الإنساني، وفردية الإنسان، والنوعية الإنسانية، رغم إمكانية استخلاص هذه المفاهيم من كتاباته الأخرى المنشورة..
ثالثاً: تبنى الروس لنظرية ماركس ومحاولتهم إقناع العالم أن دولتهم ماركسية تماماً وهم الناطقين بحقائقها المطلقة وليست النسبية وهو نفس ما فُعل بمؤلفات لينين، رغم قهرهم – مع بداية تشكل الدولة العمالية - للكرامة الإنسانية الفردية أو للقيم الإنسانية، ويتفق مع الروس في رؤيتهم لماركس كثير من الاشتراكيين الإصلاحيين والمعادين للشيوعية في أوروبا..
رابعاً: تصوير الإعلام الغربي لروسيا السوفيتية كتجسيد للشر العالمي ولا سيما على أثر ممارسات ستالين الإرهابية، والتي لا تختلف عن ممارسات هتلر النازية في إطار القتل والتصفيات وإهانة الكرامة والمختلفة في قضايا أخرى وهذه الممارسات لا تختلف عن ممارسة الفرنسيين في الجزائر أو الأمريكان في العراق أو الإسرائيليين في فلسطين وغيرها الكثير. والحقيقة أن الإعلام الغربي يصور كل نظام تنتفي فيه الملكية الخاصة نظاماً لا إنسانياً ومثيراً للخطر ويمثل الشر المطلق..

### الفصل الثاني
في الفصل الثاني: يتناول مفهوم ماركس للمادية التاريخية، فيشير إلى أن هناك ماديات كثيرة في التاريخ وأن ماركس لم يكن مهتماً بالتصنيف الستاليني للمادية المثالية وحصره منهجه وفق تلك الرؤية الفقيرة بل إن مذهبه هو المذهب الإنساني الطبيعي، المتسق، والمتغاير عن كل من المثالية والمادية معاً والمشكل لحقيقتهما الموحدة في الوقت نفسه..
فماركس لم يستخدم مصطلح المادية التاريخية والمادية الجدلية بل كان في دراساته يتكلم عن منهجه الديالكتيكي وعن الأساس المادي لمنهجه.
ويمكن رصد فكرة مميزة عن مذهبه توضح الفارق بين ماديته التاريخية والمعاصرة وذلك في أطروحته الشهيرة عن فيور باخ «إن العيب الرئيسي لكل الماديات السابقة (بما فيها مادية فيور باخ) أنها لا تفهم الشيء، الواقع وما ندركه من خلال حواسنا، إلا في صورة موضوع أو تأمل ((Anchauung وليس بوصفه فعالية إنسانية حسية، كممارسة، كذاتية، لهذا السبب، تم تطوير الجانب الفعال بشكل مجرد من قبل المثالية التي لم تعِ فعالية حسية واقعية كهذه.إن فيور باخ يريد، حقيقة، أن تتمايز الأشياء الحسية عن موضوعات التفكير، إلا أنه لم يفهم الفعالية الإنسانية ذاتها بوصفها فعالية موضوعية»..
فالمادية التاريخية ليست نظرية بسيكولوجية كما يصورها بعض الغربيين أو أصحاب الوعي المزيف ما دامت تبين أن الطريقة التي ينتج بها الإنسان هي التي تحدد تفكيره ورغباته وإن علم الاقتصاد لا يهتم بالسيكولوجي والعامل الذاتي بل بأسلوب الإنتاج والعامل الاجتماعي والاقتصادي الموضوعي..
وهذا لا يتعارض مع القول أن الإنسان عليه تلبية الحاجات الطبيعية كالطعام والمأوى الضرورية من أجل الإنتاج، أما جشع الإنسان المادي فمتعلق بالشروط الاقتصادية الرأسمالية التي تحفز الرغبة في المال والملكية.
ثم أن التفسير الماركسي لا يتبنى العامل المادي بوصفه الدافع الرئيسي لتقدم الإنسان بل يؤكد على الإنسان الكلي الواقعي، فالإنسان مبدع وفاعل لتاريخه..
وبالتالي ماركس لا يعتبر الرأسمالية حصيلة الطبيعة الإنسانية أو نتيجة دوافع بسيكولوجية عند الإنسان، كما انه لا يعتبر الاشتراكية تساوي التقدم التقني وتكثير الإنتاج وتأمين الحاجات المادية فقط..
ثم يستطرد إريك بالقول أن البشر يتميزون عن الحيوانات البسيكولوجية المادية بالوعي والدين واللغة وإنتاج وسائل بقائهم وبالتالي إنتاج حياتهم المادية الفعلية..
وهذا لا يتنافى مع القول أن الإنسان كان في بداية تاريخه مكبلاً إلى الطبيعة، إلا أنه في عملية التطور التاريخي سيطر على الطبيعة، وعلى ذاته، فخلقها وأنسن الطبيعة..
ثم يشير إلى عنصر التميز الخاص بالإنسان عن الحيوان وهو العمل الذي به يتصل بالطبيعة، ويغيرها ويغير ذاته في العمل وينتجها الحضارة الإنسانية
أما التغيير التاريخي في النظام الرأسمالي فينشئ من التناقض بين قوى الإنتاج والشروط الموضوعية الأخرى والتنظيم الاجتماعية السائد، وإن لم يتعرض المجتمع للانهيار فإنه سيختار أشكال الإنتاج التي تلاءم تطور القوى المنتجة وسيطور مصادر الإنتاج الطبيعية ويحل التناقض بين الإنسان والطبيعة وينتقل بالإنسان من ما قبل التاريخ الإنساني إلى التاريخ الإنساني في الواقع..

### الفصل الثالث
أما في الفصل الثالث: فيؤكد على أن الوجود الاجتماعي هو الذي يحدد الوعي الاجتماعي، والبشر هم منتجو مفاهيمهم وأفكارهم، كما أن وجودهم محدد بتطور قواهم الإنتاجية والعلاقات المتطابقة معها وصولاً حتى أشكالها القصوى..
إلا أن ماركس كسبينوزا ولاحقاً فرويد يعتقد أن معظم الناس لديهم وعي زائف، وهو إيديولوجيا تبريرية ويعيده ماركس إلى مجمل التنظيم الاجتماعي للإنسان الذي يحدد اتجاهات معينة للوعي الإنساني ويعوقه في الوقت ذاته عن أن يكون واعياً لحقائق وخبرات محددة..
ولهذا فإن ماركس يعتبر العلم ذاته وكافة القوى المتأصلة في الإنسان كجزء من قوى الإنتاج والتي تتفاعل مع قوى الطبيعة لاستمرار سيادة النمط الرأسمالي..
وفي الوقت الذي يؤكد فيه ماركس أن الظروف الموضوعية تحدد للأفراد أشكال عملهم إلا أنه يؤكد أن الأفراد هم هم الذين يصنعون ظروفهم عبر ممارساتهم ولا سيما الممارسة الثورية أثناء الأزمات الاجتماعية..
وهنا يعلق الكاتب على السخط الكبير ضد ماركس ولا سيما بخصوص مفهوم القوة وتحويل المجتمع عبر الاستيلاء بالعنف على السلطة السياسية
فالاستيلاء على السلطة ليس فكرة ماركسية، إنها فكرة المجتمع البرجوازي منذ نشؤه، وذلك عبر الثورات الإنكليزية والأمريكية والفرنسية ويشير هنا إلى أن السخط ليس ضد استعمال القوة فقد استعملتها البرجوازية ولا تزال بل ضد من يستعمل القوة فإذا كانت الطبقة العاملة والفلاحية فهي مدانة؟!
وللدقة يؤكد المؤلف على ان القوة بمفهوم ماركس لا يمكن أن توّلد شيئاً إذا لم يكن هناك مقدمات في عملية التطور السياسي والاجتماعي للمجتمع تساعد على ولادة شيء جديد، فالقوة هي قابلة كل مجتمع قديم حامل لمجتمع جديد، وعليه فالقوة لها أهمية مؤقتة، وليس دائمة في عملية تحويل المجتمع ..

### الفصل الرابع
في الفصل الرابع: يتناول طبيعة الإنسان، فيؤكد على رفض ماركس مقولة الإنسان صفحة بيضاء من الورق، بل هو كينونة قابلة للمعرفة والإدراك، فالإنسان ممكن تحديده بسيكولوجياً وليس بيولوجياً فقط، وعلى هذا فماركس وإريك يرفضون جوهرة الإنسان وأن له طبيعة ثابتة لا تتغير ولا تتبدل بمرور الأزمان والتواريخ، فالإنسان يتغير عبر التاريخ وهذه طبيعته وهو في ذات الوقت يقوم بتغيير التاريخ ..
وهنا يميز ماركس بين نوعين من الدوافع والميول الإنسانية..
1- الميول الثابتة: كالجوع والجنس، والعطش وهي لا تتغير إلا في أشكالها وبحسب الثقافات المختلفة ..
2- الميول النسبية والتي تعود إلى البنى الاجتماعية والإنتاج وشروطه كجمع النقود، أو السلطة، أو المجد الفردي، أو الأنانية الخ..
ومفهوم ماركس للإنسان وفق إريك يعتمد على هيغل الذي يميز بين الظاهر والباطن، أو بين التقدم الجوهري والتقدم الظاهري، حيث يؤدي التطور إلى تحقيق الجوهر أو بمعنى ما إلغاء مفهوم الجوهر والظاهر لصالح الإنسان الطبيعي ..
فالجوهر الإنساني ذو طابع تاريخي بقدر ما هو انطولوجي وذو طبيعة حسية بقدر ما هو كائن عاقل اجتماعي، فالإنسان لا يؤكد ذاته في وجوده في العالم الموضوعي بواسطة الفكر بل عبر كل أحاسيسه، فالذات والموضوع لا يمكن أن تنفصلا ..
وإن ارتباطهما الطبيعي والبعيد عن الاغتراب بكل أشكاله يتحقق في الشيوعية من حيث هي الإلغاء الإيجابي للملكية الخاصة، وهي الامتلاك الواقعي للطبيعة الإنسانية، بواسطة الإنسان ومن أجله، إنها عودة الإنسان بذاته، ككائن اجتماعي أي ككائن انساني واقعي، ولكنها عودة واعية وكاملة تستوعب كل ثروة التطور السابقة وعندها كما أكدنا تلتغي إشكالية الظاهر والباطن ليعيش الإنسان وفق طبيعته الحقيقية في التغيير الحر للأشياء ولذاته وذلك عبر تملكه الأشياء التي تحتوي على تغيير ذاته وانطلاقاً من الفعالية التي تميز الإنسان ككائن مميز ..
فالشيوعية هي الحل الحاسم للتناقضات بين الإنسان والطبيعة وبين الإنسان والإنسان وهي هي الحل للصراع بين الوجود والجوهر وبين الحرية والضرورة ..
وإن حل التناقضات النظرية ممكن فقط من خلال الوسائل العملية ومن خلال الطاقة العملية للإنسان، وهي ليست أبداً مشكلة المعرفة بل هي مشكلة الواقع والتي لا تستطيع الفلسفة حلها ولكن أيضاً لا يمكن أبداً وعيها إلا عبر الفلسفة ..
ثم يشير إلى بعض المشكلات الواقعية فالإنسان ذو طبيعة مادية وروحية ولديه حس بالوجود وحس بالملكية ولكن الرأسمالية والمجتمع الطبقي حوله إحساسه إلى حس خاص بالملكية وعندها أصبح فقيراً وغبياً ومحدوداً..
فإريك فروم وبعكس الاقتصاديين البرجوازيين وذوي النزعة الوطنية الليبرالية يشير إلى أن علم الاقتصاد السياسي وفق ماركس هو علم أخلاقي بل إنه الأكثر أخلاقية من كل العلوم، فهو علم لا يركز على الأشياء المادية وعلى دور المال بل يركز على القوة المنتجة للمال وهي الإنسان عبر العمل، فالمال لا يستطيع خلق ذاته ولكنه عبر النظام الطبقي المالي يشوه عواطف وفعاليات الإنسان ويعمل على تدميره وكلما ازداد إنتاج الأشياء النافعة مالياً كلما ازداد البشر العقيمين .
وهذا ما لم تستطع الدول الاشتراكية فهمه وتجاوزه فكررت ما فعلته الرأسمالية، وتفعله، فصار لها ذات الهدف . وهو الإكثار من الثروة والإنتاج والاستهلاك وإغراق البشرية بمزيد من الضياع والاغتراب عن عالمهم الحقيقي وبالتالي بدلاً من أن يكون علم الاقتصاد لصالح الإنسان صار لصالح إكثار الثروة وضد الإنسان، فالعمل ورأسمال ليسا على الإطلاق مقولتان اقتصاديتان فقط بل إنهما مقولتان إنثروبولوجيتان، ففي المجتمع الشيوعي يسود الحاضر على الماضي، ويصير العمل فعالية إنسانية وليس سلعة. أي يصبح العمل التعبير الذاتي للإنسان عن قواه الذهنية والحسية، فالعمل ليس وسيلة لغاية بل هو غاية بذاته. وهوا لتعبير الهادف عن الطاقة الإنسانية فيصير عندها فقط ممتعاً .. .
وبالتالي يجب على الإنسان ألا يخلط بين هدف تجاوز الفقر الذي يتعارض مع شروط الحياة الكريمة وبين هدف الاستهلاك اللامحدود والذي صار المثل الأعلى لكل من الرأسمالية والدولة العمالية المبقرطة .
فإذا كان هدف الرأسمالية هو الربح الدائم ومصلحة الرأسماليين فإن هدف الاشتراكية هو فقط الإنسان أي إنسان، وبما يحقق ذات الإنسان في سياق تفرده وتواصله المنتج مع الإنسان والطبيعة ..
وبالتالي نقد ماركس للرأسمالية ليس في انعدام العدالة في توزيع الثروة بل هو للنظام الرأسمالي بأكمله انتاجاً وتوزيعاً واستهلاكاً وتبادلاً وكذلك للبنية الاجتماعية المسيطر عليها، ولحرفها – الطبقة الرأسمالية- للعمل إلى عمل لا هادف، مغرب، وقسري، والإنسان إلى كائن شاذ، مشلول، حسي بالمطلق، باحث عن الملكية، أناني، وبالتالي الشيوعية تهدف لإلغاء فكرة المهنة الواحدة للإنسان في كل حياته، والتحرر من الأثر الشكلي للاختصاص والوصول إلى الإنسان الكلي الشامل ..

### الفصل الخامس
في الفصل الخامس : يتناول مفهوم الاغتراب فيعتبر أن التاريخ الطبقي للنوع الإنساني هو في الوقت ذاته تاريخ الاغتراب المتزايد، والاشتراكية هي بداية الانعتاق من الاغتراب وعودة الإنسان إلى ذاته وتحقيق ذاته، ففي الاغتراب لا يمارس الإنسان ذاته كقوة فعالة في عملية فهمه وخلقه للعالم وأن الطبيعة والآخرون وذاته المغربة تقف فوقه وضده كأشياء .
وإن الاغتراب الأول كان مفهوم الوثنية أي عبادة أشياء الطبيعة، ومنها التي خلقها هو بذاته فيتواصل مع ذاته، عبر عبادة الوثن مما يجعله فقيراً في قدراته والوثن غنيٌ وقويٌ في قدراته ..
ومن أشكال الاغتراب اللغة عندما يعيد الإنسان الكلمات المنطوقة بدلاً من التجربة الحية، ونفس الشيء بما يخص الفكر أو الفن، فكل هذه الأشياء تساعد الإنسان إلا أن عبادتها أو التعامل معها كحقائق والاستسلام لها والإذعان لمفرداتها يفقد الإنسان كثيراً من قدراته المبدعة ويعطيها للغة ..
والاغتراب بالنسبة لهيجل وماركس يظهر من خلال التمايز بين الوجود والجوهر، فوجود الإنسان مغرب عن جوهره، وهو ما يظهر في العمل وتقسيم العمل ..
وماركس في عمله الفلسفي يكمل فلسفة الحداثة الأوربية ولا سيما فلسفة عصر الأنوار، ويرى أن ذروة الاغتراب هو في المجتمع الرأسمالي وهو ما يصيب الطبقة العاملة، فالعامل لا يشارك في إدارة العمل، ويستخدم كجزء ملحق بالآلات التي يخدمها فيتحول إلى شيء عبر تبعيته لرأسمال فيتحول إلى نوع من الأنانية الوجودية وبالتالي جوهر الإنسان الإنساني أصبح وسيلة لوجوده الفردي الأناني ...
ثم يؤكد بضرورة حاسمة على ضرورة تغيير الأولوية الرئيسية في المجتمع الاشتراكي بالنسبة للحاجات الإنسانية وأسلوب الإنتاج وإبراز الطاقات الإنسانية وبهدف إغناء جديد للوجود الإنساني..
أما المجتمع الرأسمالي فيحدد قيمة الإنسان عبر المال كقوة متزايدة ضد البشرية والتي تحول الإنسان إلى كينونة كمية فيصير معنى الإنسان كامن في الإفراط والتفريط ..وأخطرها الصناعات النووية والمؤسسات السياسية والرد الإرهابي الظلامي ضدها الذي هو جزء من آليات النظام الرأسمالي ذاته الذي يرعب الإنسان ويخيفه ويجعله خارج كل فعلية حقيقية ..

### الفصل السادس
في الفصل السادس : يعرض إريك مفهوم الاشتراكية عند ماركس عبر مفهوم الإنسان في المجتمع الاشتراكي الذي هدفه خلق نمط من الإنتاج ونظام للمجتمع يقهر فيه الاغتراب عن نتاجه، عن عمله، عن أخيه الإنسان، عن ذاته ، ويعانق العالم بقواه ويصبح متوحداً مع العالم ..
فالاشتراكية هي حركة احتجاج ضد تدمير الحب في الواقع الاجتماعي..
أما اعتبار ماركس عدواً للحرية أو كما يحلو للبعض المتلبرل أو الليبراليين اختصار ماركس في مفهوم ديكتاتورية البروليتاريا والادعاء بالإشادة بها وتغييب البعد الديمقراطي بها كتمثيل للأغلبية الشعبية من جهة وباعتبارها ممر إجباري أولي لحسم الصراع ضد ديكتاتورية الطبقة البرجوازية ، عدا عن النضال الديمقراطي الذي كان يمارسه والحريات العامة التي كانت يسعى للحصول عليها ..
ولكن يمكن فهم الادعاء على ماركس بسبب إعلان ستالين والدولية السوفيتية إنها وريثة ماركس وكذلك الجهل الكبير والتجهيل المقصود بماركس في العالم الأوربي خاصة في أمريكا ..
أما محاربة ماركس للدين كما يقال فهو ليس ضد الدين كدين بل هو ضد تغريب الإنسان الذي يلاحظ في الدين والتقليل من القيمة الإبداعية والخلقية للإنسان، فالدين شهيق الإنسان المحروم في العالم المغرب، ثم يشير الكاتب للبعد الخلاصي لدى ماركس والذي تفتقده الفلسفة البرجوازية بعد ماركس والذي يشبه البعد الخلاصي للأنبياء وكذلك لجذور الفكر الروماني والإغريقي وهو ما نجده أيضاً في اليوتيبيات العظيمة لعصر النهضة وكذلك في فلسفة عصر الأنوار ولكن المفهوم الأكثر اكتمالاً للخلاص البشري يكمن في الاشتراكية ومن هنا يصح القول أن السياسة والقيم الأخلاقية لا ينفصما عند الماركسيين والإنسانيين في إطار حركاتهم السياسية والاجتماعية وغيرها ..
وهذا ما يؤكده فروم بعكس السياسة البرجوازية التي تحول السياسة إلى تجارة رابحة بفصمها عن الأخلاق وهو ما يقوم به سياسيو المعارضة الديمقراطية الليبرالية في سوريا، مساعدين البرجوازية والنظام ذاته في فصل المعارضة عن الشعب وعن التاريخ لصالح استمرار النظام ذاته ولصالح المشروع الديني أيضاً ..
ثم ينتقد الدولة العلمانية الليبرالية لفصلها السياسة عن الأخلاق واستهدافها المساواة الشكلية، أما الاشتراكية فتعيد الربط بينهما على أساس معاداة النزعة الأيديولوجية للعلمانية الليبرالية الفردية والإلغاء النهائي للدولة وتأسيس مجتمع مؤلف من الأفراد المتعاونين تطوعياً .
وبالتالي اشتراكية ماركس هي تركيب من الفكرة النبوية – المسيحية- للمجتمع كحامل للتحقق الروحي للفرد والمجتمع .
ولهذا فهي – الاشتراكية – تعارض الكنيسة وكل دين لكونه يقيد الإنسان وتعارض الليبرالية لأنها تفصل بين المجتمع والقيم الأخلاقية كما أنها تعارض الستالينية والخروتشفية لنزعتها الشمولية ولتجاهلها القيم الإنسانية وعدم انطلاقها من مفهوم الإنسان الكلي الشامل ..

### الفصل السابع
في الفصل السابع : يتناول مسألة التواصل في فكر ماركس، حيث يرفض تقسيم فكره حسب تمرحله الزمني إلى ماركس الشاب في«المخطوطات» وماركس الشيخ في«رأسمال» ولكن من هم الذين يؤكدون التعارض :
- الشيوعيون الروس وذلك بسبب تعارض نظامهم السياسي والاجتماعي مع مذهب ماركس الإنساني والهادف إلى تطوير فردية الشخصية الإنسانية والحقيقة أن مادية الشيوعيين السوفييت أقرب إلى مادية القرن التاسع عشر الميكانيكية التي أرساها ماركس ..
- عدم نشر المخطوطات الاقتصادية الاجتماعية قبل عام 1932 وكذلك الايدولوجيا الألمانية التي لم تنشر كاملة حتى عام 1932 ..
- إن التفكير الفلسفي الماركسي من وفاة ماركس إلى العشرينيات هيمنت عليه الأفكار الميكانيكية الوضعية والتي أثرت على مفكرين كبار من أمثال لينين وبوخارين ..
وفي بلادنا يتم التقسيم الفاسد لصالح الشاب اعتقاداً بأن ماركس الشاب كان مؤيداً للنظام الرأسمالي وناقداً فقط لأشكال الاغتراب الإنساني بينما ماركس الشيخ كان يحاول تغييره، وبالتالي تحويل فلسفة ماركس إلى نظرية فلسفية غربية لا علاقة لها بالواقع أو الطبقات أو تغيير البنية الرأسمالية ..
إلا أن هناك عوامل أخرى ساعدت على إحياء الصورة الكاملة لماركس ومن أهمها :
- فشل النظام الصناعي الرأسمالي في إحداث تقدم إنساني والاقتصار على التقدم التقني ..
- عمليات تشويه الإنسان في النظامين الهتلري والستاليني والتي ساعدت على إعادة إحياء الأفكار الإنسانية في الفكر الماركسي ..
- بروز النزعة الفردية أو نزع المركزة عند الشيوعيين اليوغسلاف بالضد من البقرطة والمركزة السوفيتية ..
- المعارضة السياسية للروس في بولندا وألمانيا والتشيك بالتحالف مع ممثلي الاشتراكية الإنسانية في فرنسا وألمانيا وإنكلترا ..
في الفصل الثامن والأخير : يتصدى به لحملات إساءة الفهم لماركس ويتكلم عن ماركس الإنسان حيث يعد علاقته مع زوجته جيني من الزيجات القليلة التي حافظت على اتقادها واشتعالها وشغفها ولم تكن علاقته بأولاده أقل شغفاً وتميزاً فهي بعيدة عن الهيمنة ومليئة بالحب المنتج ولا سيما طريقه سرده الممتعة للحكايات عن دون كيشوت وألف ليلة وليلة وهوميروس وشكسبير والتي كانت تسرد بمئات الأميال وليس بالأمتار
ويشير لعلاقته المميزة بصديقه فريدريك انجلز الذي امتاز هو أيضاً بخصائص عقلية وإنسانية غير عادية ..
وربما يكون كرهه للخضوع أو الخنوع أو الزيف والخداع وأسلوبه المتهكم وعدم تسامحه مع الرياء هو من أسباب وصفه بالعدواني أو المتوحش أو المتعجرف ، طالما أن معظم الناس يفضلون التفكير في الخيالات على التفكير في الوقائع ويفضلون خداع أنفسهم والآخرون ..وينهي كتابه الرقيق واللطيف بالقول أن ماركس يمثل حقاً، التقاليد الغربية في ملامحها الأعظم : إيمانها في العقل وفي تقدم الإنسان . إنه يمثل مفهوم الإنسان ذاته ، الذي كان في مركز تفكيره .الإنسان الذي هو أكثر والذي يملك أقل، الإنسان الذي هو غني لأنه في حاجة إلى أخيه الإنسان.